# Yoshihiro Shimoda
Yoshihiro Shimoda (japanisch 下田 栄祐 Shimoda Yoshihiro; * 5. Mai 2004 in der Präfektur Iwate) ist ein japanischer Fußballspieler.

## Karriere
Yoshihiro Shimoda erlernte das Fußballspielen in der Jugend der Kashima Antlers. Hier unterschrieb er am 1. Februar 2023 seinen ersten Vertrag. Der Verein aus Kashima, einer Stadt in der Präfektur Ibaraki, spielt in der ersten Liga. Einen Tag nach Vertragsunterschrift wechselte er auf Leihbasis zum Zweitligisten Iwaki FC. Sein Zweitligadebüt für den Verein aus Iwaki gab Yoshihiro Shimoda am 11. Juni 2023 (20. Spieltag) im Auswärtsspiel gegen Montedio Yamagata. Bei der 3:0-Niederlage stand er in der Startelf und spielte die kompletten 90 Minuten. Nach insgesamt 37 Ligaspielen kehrte er im Januar 2025 nach der Ausleihe zu den Antlers zurück.